# Contea di Pulaski (Arkansas)
La contea di Pulaski, in inglese Pulaski County, è una contea dello Stato dell'Arkansas, negli Stati Uniti. La popolazione al censimento del 2000 era di 361 474 abitanti. Il capoluogo di contea è Little Rock.

## Storia
La contea di Pulaski fu costituita nel 1818.